# Aire de puissance
Une aire de puissance est une zone géographique sur laquelle un État (ou une multinationale) dispose d'une puissance militaire, culturelle, économique ou politique importante. Une aire de puissance comprend plusieurs pays, qui appartiennent à un groupe régional. Les trois grandes aires de puissances dans le monde sont celles qui composent la Triade, à savoir l'Amérique du Nord, l'Asie de l'Est et l'Europe de l'Ouest. L'aire de puissance est un concept de géopolitique.

## Description
L'aire de puissance est une zone sur laquelle une puissance exerce un pouvoir supérieur à un pouvoir d'influence. Ce pouvoir peut être protéiforme, prenant des aspects militaires (par l'installation de bases militaires, par l'occupation du pays...), économiques (par la détention de capitaux, le contrôle de la monnaie du pays, ...), ou encore politique (par la soumission du personnel politique local, ...).
L'aire de puissance participe à une hiérarchisation entre les pays, certains réussissant à s'imposer tandis que d'autres résistent à leur pouvoir. La mondialisation permet l'émergence de nouveaux acteurs géopolitiques et le déploiement de leur puissance à l'international. L'aire de puissance témoigne de la capacité d'un pays à devenir la puissance hégémonique régionale. 
Dans le cas d'une domination hégémonique, c'est-à-dire sans partage ni contestation majeure, on peut alors parler d'aire d'impérialisme. Les stratégies américaine et chinoise ont ainsi été analysées comme des stratégies visant à créer une « aire de puissance mondiale ».
Le propre de l'aire de puissance est d'être une zone relativement pacifiée par la présence, plus ou moins visible, d'une force supérieure qui y assure une certaine cohésion. 

## Enseignement
Le concept d'aire de puissance est enseigné à l'université dans le cadre de cours de géopolitique et de relations internationales. Il est abordé dans les programmes de géographie au lycée en France, notamment en Terminale.